# Arrondissement de Thiaroye
L'arrondissement de Thiaroye est l'un des arrondissements du Sénégal. Il est situé au sud-est du département de Pikine, dans la région de Dakar.
Son chef-lieu est Thiaroye.

## Administration
Il est divisé en 5 communes d'arrondissement.
| Commune d'Arrondissement | Population (2009) | Superficie km2 |
| ------------------------ | ----------------- | -------------- |
| Diamaguène Sicap Mbao    | 125 934           | 7,3            |
| Mbao                     | 30 967            | 17,4           |
| Thiaroye Gare            | 26 040            | 1,7            |
| Thiaroye-sur-Mer         | 43 575            | 3,5            |
| Tivaouane Diacksao       | 36 582            | 1,1            |
| Total                    | 263 098           | 31             |